# Tassie Tarn
Der Tassie Tarn (englisch für Tasmanien-Tümpel) ist ein kleiner, dreieckiger See an der Ingrid-Christensen-Küste des ostantarktischen Prinzessin-Elisabeth-Lands. In den Larsemann Hills liegt er in einem steilwandigen Tal in einer Hügelkette rund 400 m südlich des Johnston-Fjords auf der Halbinsel Stornes.
Das Antarctic Names Committee of Australia benannte ihn 1987 deskriptiv. In seiner Form erinnert er an die Umrisse von Tasmanien.